# Константин Фаврикодоров
Константин Николаевич Фаврикодоров е (на руски: Константин Николаевич Фаврикодоров) е руски офицер, разузнавач. Участник в Руско-турската война (1877-1878).

## Биография
Константин Фаврикодоров е роден през 1834 г. в Мирликии, Македония, в семейството на заможен гръцки търговец. Пътува по търговските си дела из Османската империя и научава добре турски и сръбски език.
Емигрира в Русия. Участва в Кримската война от 1853-1856 г. Бие се храбро в състава на гръцкия легион при отбраната на Севастопол. Ранен е в боевете при река Черна. Награден е с Георгиевски кръст IV степен и сребърен медал „За защитата на Севастопол“. След войната се установява в Кишинев и се занимава със земеделие и търговия.
В навечерието на Руско-турската война от 1877-1878 г. отново е приет в руската армия. Служи в разузнаването като щабен офицер под командването на полковник Николай Артамонов. Придаден е в състава на Гюргевския отряд с командир генерал-майор Михаил Скобелев. От 31 май 1877 г. до края на войната извършва три разузнавателни рейда в тила на турската армия. Използва прикритие на търговец на риба, овчар, заможен турски гражданин, търговец на локум, бръснар, башибозук и турски селянин. Името му по паспорт е Хасан Демержиоглу. Изпълнява честно и добросъвестно поставените му задачи, като доставя ценни и достоверни сведения за турските сили и намерения от 20 града в зоната на бойните действия.
През месец юни 1877 г. посещава Ловеч и разузнава успешно стопанските възможности на района, турските намерения, укрепления и конкретни сили. Разкрива началото на марша по направлението Видин-Плевен на Западния турски корпус с командир Осман паша. Информира руското командване за намерението на Осман паша да настъпи към Ловеч на 22 август 1877 г. и да пробие блокадния пръстен на Плевен при моста на река Вит на 28 ноември 1877 г.
След войната се установява със семейството си в Одеса. Публикува своите „Спомени на разузнавача от руската армия във войната от 1877-1878 г.“. Заминава на дълга разузнавателна командировка в чужбина. Последно му донесение е от Истанбул.
Константин Фаврикодоров е един от прототипите на Ераст Фангорин - главен герой на романа на Борис Акунин и едноименния руско-български филм на режисьора Джаник Файзиев „Турски гамбит“. Ролята се изпълнява от руския актьор Егор Бероев.